# Lahovnik
Lahovnik je priimek več znanih Slovencev:
- Friderika (Fricka) Lahovnik (1918 - 2000), farmacevtka, vodila razvojni oddelek Leka (1975 pripeljala na Prevalje del Lekove proivodnje)
- Matej Lahovnik (*1971), ekonomist in politik